# Pokémon Mystery Dungeon: Explorers of Time och Explorers of Darkness
Pokémon Mystery Dungeon: Explorers of Time (ポケモン不思議のダンジョン 時の探検隊 Pokémon Fushigi no Danjon Toki no Tankentai?) och Pokémon Mystery Dungeon: Explorers of Darkness (ポケモン不思議のダンジョン 闇の探検隊 Pokémon Fushigi no Danjon Yami no Tankentai?) är två Pokémon-spel för Nintendo DS som hör ihop. De båda spelen släpptes 13 september 2007 i Japan, 20 april 2008 i Nordamerika, 
och 4 juli samma år i Europa.
Nytt sedan föregående spel (Blue Rescue Team) är fjärdegenerations-Pokémon, förbättrade Wi-Fi-funktioner och fler pekskärmsvalmöjligheter. 491 av de 493 Pokémonerna ingår, då Shaymin och Arceus ännu inte officiellt hade presenterats då spelet släpptes.
I Japan sändes 9 september 2007 ett 21 minuter långt tv-avsnitt baserat på spelet, med Kurumi Mamiya, som en del av programmet "Pokémon Sunday" som produceras av TV Tokyo. 2008 dubbades det till engelska.

## Gameplay

### Spelbara Pokémon
Precis som i det föregående spelet i serien, Pokémon Mystery Dungeon: Blue Rescue Team och Red Rescue Team, tar spelaren rollen som en människa som magiskt har förvandlats till en pokémon vars typ avgörs av ett personlighetstest.  
Samtidigt utses en annan pokémon till spelarens partner, i spelet kallad "the partner". Vid urvalet av spelarpokémon tas ingen hänsyn till spelarens verkliga kön, men beroende på vilket kön spelarpokémonen har så får partnern det andra. Personlighetstestet avgör också vilken av de många personligheter (natures) i grundspelen som spelaren får, två pokémon finns för varje personlighetstyp – en av varje kön.
Spelaren kan vara en av följande 16 pokémoner: Bulbasaur, Squirtle, Charmander, Pikachu, Meowth, Chikorita, Cyndaquil, Totodile, Treecko, Torchic, Mudkip, Skitty, Turtwig, Chimchar, Piplup, Munchlax. Partnern är en av de nyss nämnda, förutom Meowth, Skitty, Munchlax eller någon av samma typ som spelarens pokémon. Eevee, Machop, Cubone och Psyduck är borttagna som startpokémoner, men Eevee återkommer som startpokémon i uppföljaren Pokémon Mystery Dungeon: Explorers of the Sky.

### Grundläggande Gameplay
Det grundläggande spelupplägget är oförändrat från Blue Rescue Team och Red Rescue Team – spelare kan använda affärer i Treasure Town för att "link moves", spara pengar, köpa och förvara föremål samt träna i särskilda labyrintnivåer – även om de pokémon som driver affärerna är andra än de i det tidigare spelet. Spelare utför uppdrag i fängelsehålor (dungeons) varpå de möter fientliga pokémon. Om spelaren eller dess partner besegras genom att förlora all hälsa under berättelsedelen av spelet, slängs laget ut från hålan och förlorar då alla pengar och hälften av sina föremål.
Liksom i tidigare delar av spelserien kan spelare sända ut nödrop, SOS, om de besegras i en håla som tillåter detta. Utsändandet av nödrop sker antingen genom att använda lösenord, med hjälp av DS Wireless Communications som tidigare, eller genom Nintendo Wi-Fi Connection. Spelare kan också välja att bli uppmärksammade på vänner i nöd som behöver bli räddade, antingen via e-brev eller via Wiis meddelandefunktion.

### Nya funktioner
En nyhet i den här serien är möjligheten att tillfälligt skicka en lagmedlem att hjälpa en vän i nöd, vilket medför att laget tillåts ha fler medlemmar än fyra. Besegrade lag som väntar på att bli räddade kan spela i ett "standby äventyrsläge" där spelare kan återbesöka tidigare hålor för att samla pengar och föremål, men utan möjligeheten att gå upp i nivå.
Bland de nya föremålen som introduceras i spelet finns skattkistor vilka kan innehålla ovanliga föremål men kräver pengar för att bli öppnade. Ovanliga föremål påverkar dock endast specifika pokémoner. De kan användas till att byta till sig andra ovanliga föremål eller värdesaker i en ny affär. Nya föremål introduceras också för att svara för de nya utvecklingsmetoderna, vilka inte har någon bra motsvarighet i grundserien spel. Nykläckta pokémoner från pokémonägg som ansluter till spelarens lag introduceras i Mystery Dungeon, medan "Friend Areas" som förekom i Blue Rescue Team och Red Rescue Team har tagitsbort för att ge plats åt en mer strömlinjeformad lagledningsprocess (team management process).

### Versionsspecifika pokémon
En del pokémon är specifika för en version, men kan låsas upp på en annan version med hjälp av ett utbyte av Wonder Mail-koder. De pokémon som är specifika för Explorers of Time är Celebi, Combee, Lucario, Pachirisu, och Riolu medan Burmy, Buneary, Lopunny, Mewtwo och Rotom är specifika för Explorers of Darkness. Trots detta är Celebi och Mewtwo för närvarande omöjliga att rekrytera utanför sina respektive spel. Vidare är en del föremål svårare att få tag på i den ena versionen än i den andra.

## Mottagande
Fram till 30 september 2008 har, enligt Nintendo, Pokémon Mystery Dungeon: Explorers of Time och Explorers of Darkness tillsammans sålts i 4,12 miljoner exemplar över hela världen. Båda spelen uppnått poängen 7,5 i Nintendo Powers klassning.